# کمترین نگرانی
گونه‌های کمترین نگرانی  رده‌ای از سوی اتحادیه بین‌المللی حفاظت از طبیعت (IUCN) است که در فهرست سرخ این سازمان برای جانورانی در نظر گرفته شده‌است که دارای وضعیت حفاظتی خوب و دارای تعادل هستند و نگرانی برای ریسک انقراضشان وجود ندارد.
تا هنگامی که بررسی کافی و دقیقی برای تعداد و جمعیت یک گونه زیستی توسط این سازمان انجام نشود، برچسب "کمترین نگرانی" به گونه داده نمی‌شود. این بررسی‌ها می‌توانند مستقیم یا غیرمستقیم توسط IUCN انجام شوند.
از سال ۲۰۰۱ به این سو، پس از نسخه موسوم به «رده‌بندی و معیارهای ۳٫۱»، این رده‌بندی به صورت مخفف (LC) شناخته می‌شود.

## نمونه‌هایی از گونه‌های کمترین نگرانی
- انسان
- کبوتر چاهی
- موش خانگی
- گربه شنی
- گربه کاراکال

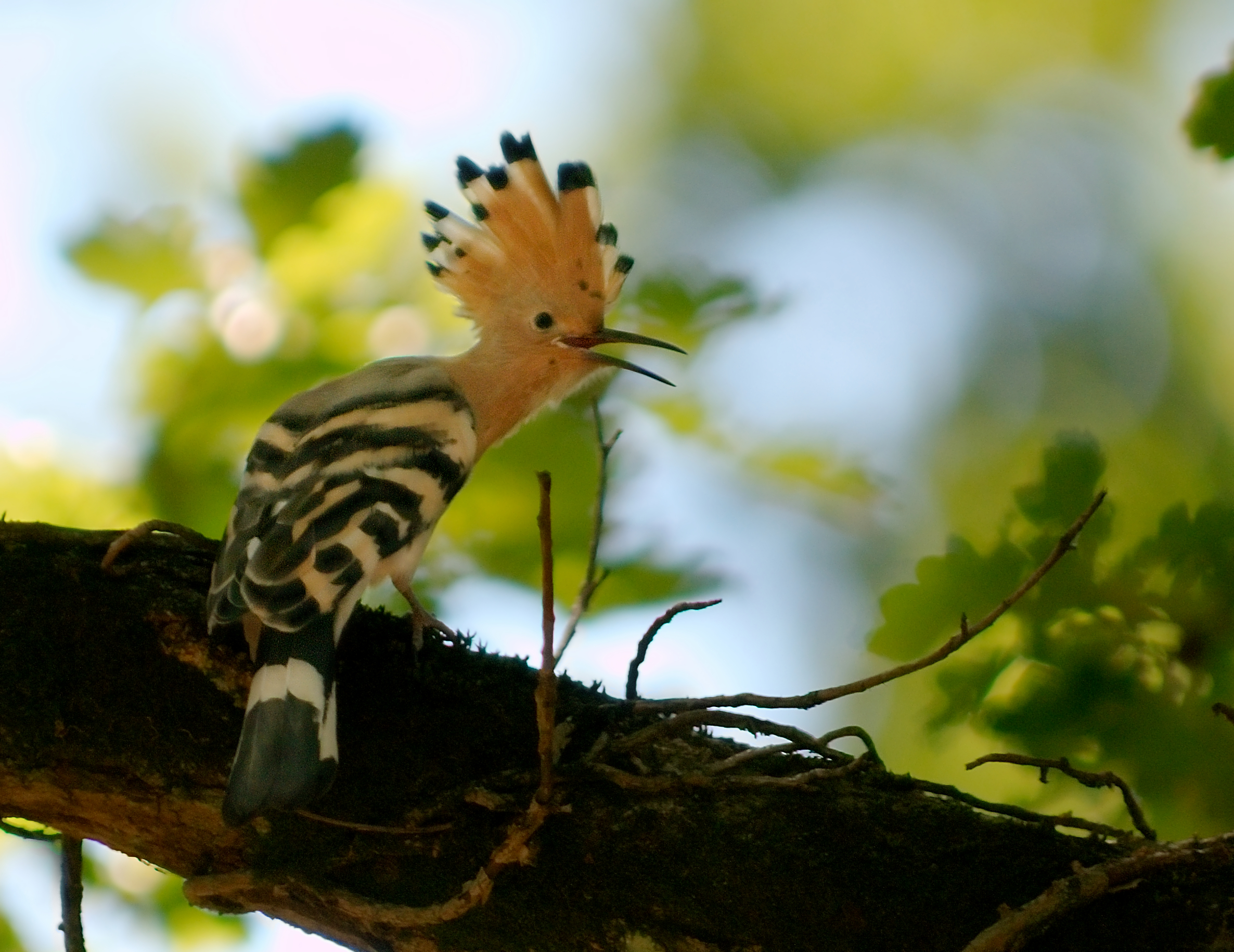
هدهد
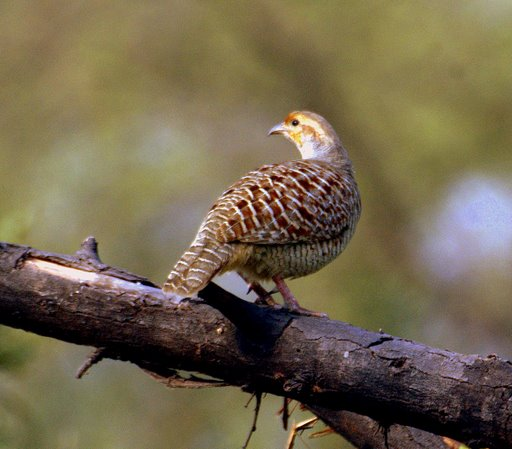
مرغ جیرفتی
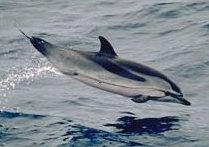
دلفین نواری
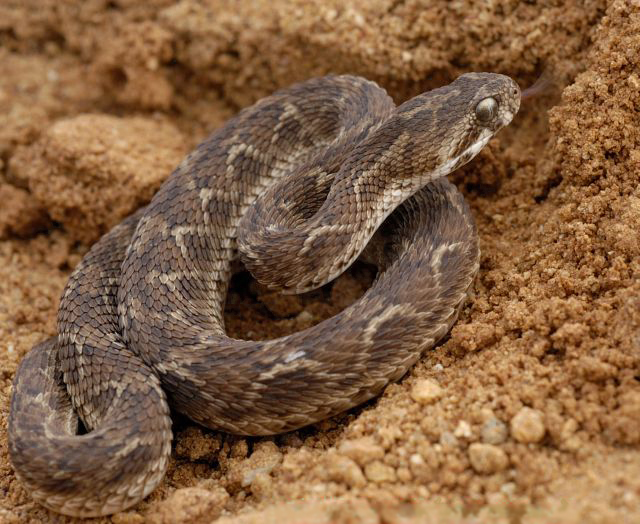
مار جعفری
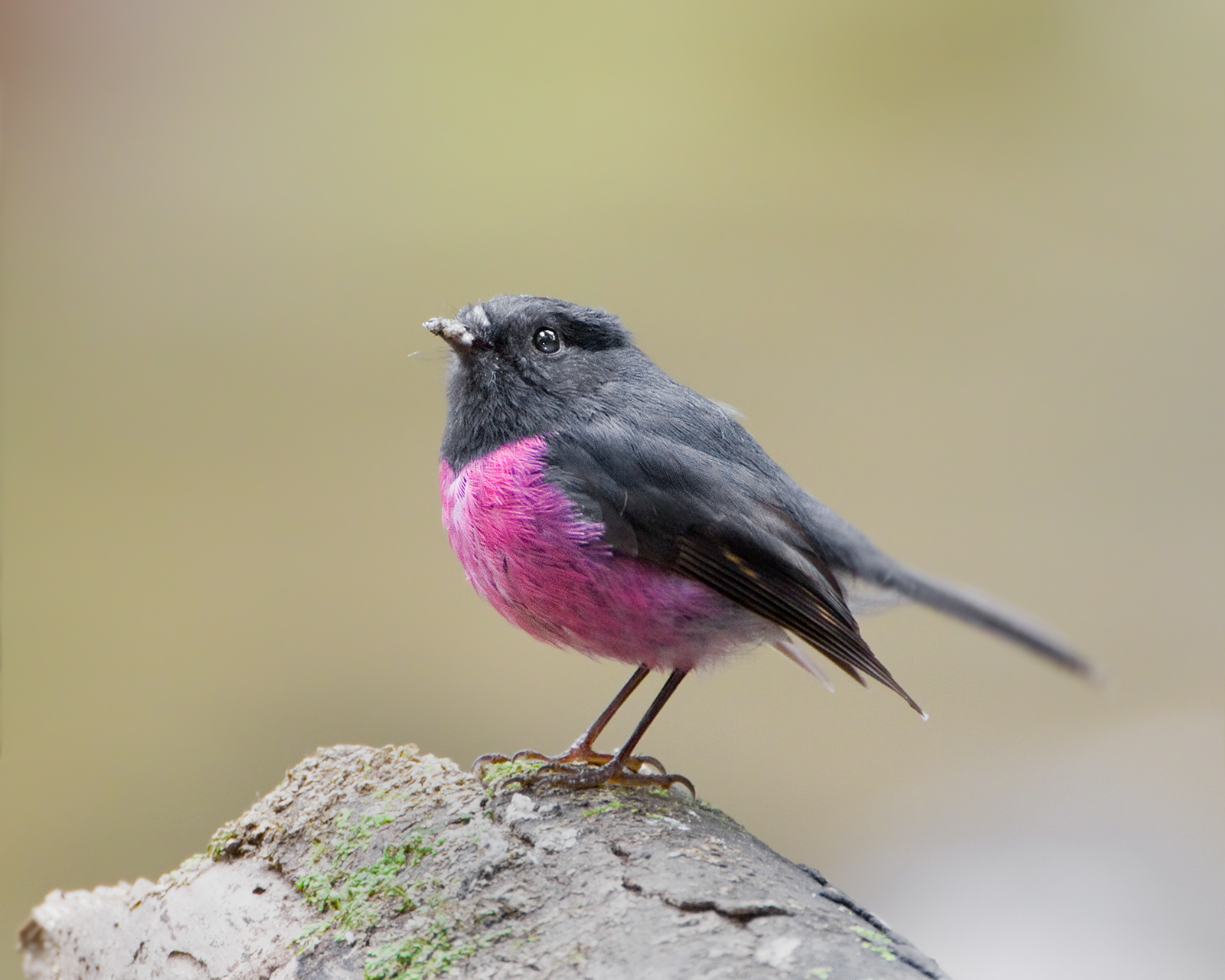
سینه‌سرخ صورتی